# Elke Nagel
Elke Nagel (geborene Ballmann; * 21. Juli 1938 in Rerik) ist eine deutsche Autorin.

## Leben
Elke Nagel absolvierte ein Studium der Germanistik und Geschichte und war als Lehrerin in Schönberg (Mecklenburg) und in Forst (Lausitz) tätig. Seit 1975 arbeitet sie freiberuflich. Ihre ersten Bücher veröffentlichte sie unter ihrem damaligen Namen Elke Willkomm. Von 1991 bis Ende 2005 war sie Leiterin des ENA-Musikverlags.
Nagel wohnt in Lohsa, OT Mortka, und beschäftigt sich seit 1990 auch mit Nachdichtungen aus dem Sorbischen. Sie war seit 1982 mit dem sorbischen Komponisten Jan Paul Nagel (1934 bis 1997) verheiratet. Sie ist Mutter von zwei Kindern.

## Werke
unter dem Namen Elke Willkomm:
- Mit Feuer und Schwert. Erzählung aus der Zeit der Hussitenbewegung, Verlag Neues Leben, Berlin 1973
- Das Mirakel von Bernsdorf, historischer Roman, Verlag Neues Leben, Berlin 1977
- Der fingerkleine Kobold, Kinderbuchverlag Berlin, 1978
- Hexensommer, Roman, Buchverlag Der Morgen, Berlin 1984

unter dem Namen Elke Nagel:
- Kreuz am Waldrand, Novelle, Lusatia Verlag, Bautzen 2007
- Hausteins Marja, Erzählung, frei nach Gerichtsakten von 1799, BS Verlag Rostock 2009; In Sorbisch: Hawštynec Marja, Ludowe Nakł. Domowina, Bautzen 2010
- Altweibersommer. Legenden aus dem wilden Osten. Roman, BS Verlag, Rostock 2013

Nachdichtung aus dem Sorbischen:
- Stand eine Linde, sorbische Volkslieder, 1993
- Mina Witkojc: Echo aus dem Spreewald, Gedichte, 2001